# Chelidonura amoena
Chelidonura amoena
Espèce
Chelidonura amoena est une espèce de mollusques gastéropodes de la famille des Aglajidae.

## Distribution
Cette espèce se rencontre dans la zone tropicale de la partie centrale de la région Indo-Pacifique, soit dans les eaux indonésiennes, malaisiennes, philippines et australiennes.

## Habitat
Son habitat de prédilection correspond aux zones récifales entre le sommet et la pente.

## Description
Cette espèce peut mesurer jusqu'à 5 cm.
La livrée de cette espèce est variable mais le corps est souvent dans les tons blancs à jaune clair translucide avec sur les parties supérieures une certaine densité de taches noires en sur-impression.
Le corps étiré est composé d'une tête dite "bouclier céphalique" de par sa forme, il n'y a pas de rhinophores mais une paire de récepteurs chimiques situés de chaque côté de la tête un peu en retrait du bouclier, dits les organes d'Hancock caractéristiques de l'ordre des Céphalaspidae.
La partie dorsale de l'animal est partiellement recouverte par le repli du parapode, sorte d'extension latérale fine du pied de l'animal formant deux lobes qui se replient sur le dos.
La ponte ressemble à un amas gélatineux transparent fixé au substrat.

## Éthologie
Ce Cephalaspidé est benthique et a une activité tout aussi bien diurne que nocturne.

## Alimentation
Chelidonura amoena est un prédateur carnivore qui se nourrit a priori de petits vers plats.